# David R. Francis
David Rowland Francis, född 1 oktober 1850 i Richmond, Kentucky, död 15 januari 1927 i Saint Louis, Missouri, var en amerikansk demokratisk politiker och diplomat. Han var den 27:e guvernören i delstaten Missouri 1889–1893. Han tjänstgjorde som USA:s inrikesminister under Grover Cleveland 1896–1897. Han var USA:s ambassadör i Tsarryssland 1916–1917.
Francis utexaminerades 1870 från Washington University. Han var sedan en framgångsrik affärsman i Missouri. Han var borgmästare i Saint Louis 1885–1889.
Francis efterträdde 1889 Albert P. Morehouse som guvernör i Missouri. Han efterträddes fyra år senare av William J. Stone. Inrikesministern M. Hoke Smith avgick 1896 och efterträddes av Francis. Han tjänstgjorde de sista månaderna i Clevelands andra mandatperiod som president och efterträddes sedan som minister av Cornelius Newton Bliss.
President Woodrow Wilson utnämnde Francis 1916 till USA:s ambassadör i Petrograd. USA drog sedan tillbaka sin ambassadör på grund av ryska revolutionen och ambassaden i Petrograd stängdes 1919.
Francis gravsattes på Bellefontaine Cemetery i Saint Louis. Francis Field, som togs i bruk för Olympiska sommarspelen 1904 i Saint Louis, har fått sitt namn efter David R. Francis.